# Starszy bosman
Starszy bosman (st. bsm.) – wojskowy stopień podoficerski w Marynarce Wojennej, odpowiadający starszemu sierżantowi w Wojskach Lądowych i Siłach Powietrznych. Jego odpowiedniki znajdują się także w marynarkach wojennych innych państw.

## Geneza
Bosman jest najstarszym podoficerskim tytułem stosowanym na okrętach. Z języka angielskiego boat swain (skrótowiec bosun) oznaczał kierującego pracą na łodzi. W Polsce termin bosman pojawił się w XVI wieku. Podobnie jak w innych marynarkach wojennych dotyczył osoby, która wykonywała rozkazy kapitana lub oficera i zajmowała się utrzymaniem porządku, konserwacją urządzeń, stawianiem żagli oraz wykonywaniem pozostałych prac pokładowych na okręcie. Z czasem, tak jak i inne tytuły bosman przekształcił się w stopień wojskowy.

## Użycie
Stopień starszego bosmana powstał w Polsce w 1921, wraz z pozostałymi pierwszymi stopniami wojskowymi w Marynarce Wojennej. Wcześniej, od 1918 używano zapożyczonego z Wojsk Lądowych stopnia starszego sierżanta marynarki. W momencie utworzenia starszy bosman znajdował się w hierarchii pomiędzy bosmanem a bosmanem floty. W 1934 stopień bosmana floty zmieniono na chorążego marynarki. Od 1956 do 1963 zniesiono tymczasowo chorążego marynarki, a wyższym od starszego bosmana był podporucznik marynarki. Od 1971 ponad starszym bosmanem istnieje stopień bosmana sztabowego. Od momentu powstania starszy bosman jest odpowiednikiem starszego sierżanta. 
W Siłach Zbrojnych PRL należał do grupy podoficerów starszych.
Stopień wojskowy starszego bosmana jest zaszeregowany dla grupy uposażenia nr 6, a w kodzie NATO określony jest jako OR-06.